# Satyrus regeli
Satyrus regeli är en fjärilsart som beskrevs av Alphéraky 1881. Satyrus regeli ingår i släktet Satyrus och familjen praktfjärilar. Inga underarter finns listade.